# Famille de Conzié
La famille de Conzié est une familles nobles de Savoie, dont la première citation remonte au début du XIe siècle. Le château  de Conzié est situé sur la commune de Bloye, près de Rumilly en Haute-Savoie.
Des membres de la famille de Conzié se sont illustrés comme chambellan, ambassadeur de la maison de Savoie et militaires au service de la Savoie et des rois de France, évêques.

## Historique
La famille d Conzié est a pris ou donné son nom au château de Conzié, situé à Bloye, près de Rumilly.
Un document datant de 1103 mentionne Galéas de Conzié.
Au XVe siècle, la famille s'établit dans le Bugey (devenu français en 1601), lorsque Amédée, seigneur de Conzié et de Vaucher, épousa Antoinette de Bolomier, qui lui apporte en dot la terre de Bolomier avec l'office de grand châtelain de Poncin et de Beauvoir.

## Héraldique
| Famille de Conzié | Les armes de la famille de Conzié se blasonnent ainsi : d’azur au chef d’or à un lion issant de gueules. |

## Filiation
Samuel Guichenon (XVIIe siècle), François-Alexandre Aubert de La Chesnaye Des Bois et Jean-Louis Grillet (1807) ont publié des généalogie ou notices sur la famille. Amédée de Foras averti sur « la responsabilité de leurs assertions, en signalant l'obscurité des premiers degrés ».

## Personnalités
- Aymon de Conzié (/1194), fondateur en 1194 du Prieuré Notre-Dame-de-l'Aumône de Rumilly, époux de Gabrielle de Lucinge.
- François de Conzié (Ca 1356 † 1431), archevêque de Narbonne, évêque de Grenoble, nonce du Pape et Patriarche de Constantinople. Il est investi par Amédée VIII de Savoie, le 28 juin 1418[3], ou juillet, du château ainsi que la seigneurie de Blay qu'il a reçu par héritage de son neveu Jean de Conzié.
- Pierre de Conzié, ambassadeur auprès de l'empereur Sigismond l'érection de la Savoie en duché.
- Joseph-François de Conzié (1707 † 1789), fils d'Édouard, marquis d’Allemogne, baron d’Arenthon et seigneur des Charmettes ; c’est lui qui loua les Charmettes à Madame de Warens. Il fut l’ami de Rousseau. Dans le cadre de la guerre de Succession d'Autriche, il fut envoyé en ambassade à Madrid pour essayer d'obtenir du roi Ferdinand VI une amélioration du sort de la Savoie occupée, depuis 1742, par les troupes espagnoles. Il laissa le Château de Conzié à sa sœur Madeleine qui avait épousé Jean Gerbaix de Sonnaz. Il créa la société royale d’agriculture de Savoie.
- Louis-François-Marc-Hilaire de Conzié (1732 –1805), évêque d’Arras.
- Joachim François Mamert de Conzié (1736-1795), frère cadet de Louis-François-Marc-Hilaire, archevêque de Tours.

## Titres
Liste non exhaustive des titres :
- marquis d'Allemogne ;
- comtes de la Balme, des Charmettes, de Choissy ;
- barons d'Arenthon, de Pomier ;
- seigneurs de Blay, de Bolomier, de Conzié, de Vaucher.

Liste non exhaustive des charges :
- châtelain de Poncin, de Beauvoir (Serrières-sur-Ain).

## Possessions
Liste par ordre alphabétique et non exhaustives des possessions tenue en nom propre ou en fief de la famille de Conzié :
- château d'Arenthon (par mariage 1705)[4], à Arenthon ;
- manoir de Blay, à Esserts-Blay (1418-av. 1430) ;
- les Charmettes de Jean-Jacques Rousseau, à Chambéry ;
- château de Conzié, à Bloye, berceau de la famille (origine-1546) ;
- maison forte du Grand Mercoras, à Ruffieux.